# Scripps' alk
De Scripps' alk (Synthliboramphus scrippsi) is een vogel uit de familie Alcidae (alken).

## Verspreiding en leefgebied
Deze soort komt voor op de Channel Islands (Californië) en de eilanden nabij westelijk Baja California (Mexico).

## Status
De grootte van de populatie is in 2012 geschat op 10-20 duizend volwassen vogels. Op de Rode lijst van de IUCN heeft deze soort de status kwetsbaar.